# 赖希
赖希是德国莱茵兰-普法尔茨州的一个市镇。总面积4.76平方公里，总人口343人，其中男性178人，女性165人（2011年12月31日），人口密度72人/平方公里。